# Junkers Ju 488
Lo Junkers Ju 488 era un quadrimotore ad impennaggio bideriva realizzato dall'azienda aeronautica tedesca Junkers Flugzeug- und Motorenwerke AG nei primi anni quaranta e rimasto alle prime fasi di sviluppo.
Destinato ai reparti della Luftwaffe nel ruolo di bombardiere a lungo raggio, questo modello, rimasto alla fase di prototipo, è stato costruito in soli 2 esemplari con diverse configurazioni e motorizzazioni senza mai arrivare ad un modello definitivo.
Lo Ju 488 rimase l'ultimo tentativo di dotare la Luftwaffe di un bombardiere strategico prima della fine della seconda guerra mondiale.

## Storia del progetto
Nei primi mesi del 1944, il reparto di progettazione Junkers a Dessau propose un progetto per produrre un bombardiere pesante da costruire semplicemente e rapidamente, minimizzando le parti di nuova costruzione necessarie per l'assemblaggio. Fondamentalmente il nuovo apparecchio non doveva ricorrere ad alcuna parte di velivoli Junkers in produzione durante quel periodo, per cui si ricorse, analogamente al prototipo dello Junkers Ju 287, ad un collage di varie parti dismesse. La cabina di pilotaggio proveniva da uno Ju 388 K, la parte posteriore della fusoliera da uno Ju 188 E, la gondola ventrale era quella utilizzata dallo Ju 88 A-15 e dalla serie Ju 388 K, quest'ultimo fornitore anche della sezione esterna delle ali e, per finire, il piano di coda era preso dallo Ju 288 C. Le uniche parti originali da realizzare rimanevano la sezione centrale della fusoliera e quella delle ali che avevano il compito di accogliere i 4 motori BMW 801, su cui poi si sarebbero collegate tutte le parti provenienti dagli altri aerei. Il risultato si concretizzò in un elegante velivolo con una lunghezza di circa 24 metri ed una apertura alare maggiore di 31 metri.
I primi due prototipi, denominati Ju 488 V401 e 402, dovevano essere costruiti interamente in metallo, con la sola eccezione della gondola ventrale realizzata in legno. La fusoliera conteneva i cinque serbatoi di carburante collocati sopra il vano bombe. altri otto erano collocati nelle quattro sezioni centrali dell'ala, la quale era supportata da una struttura bilongherone su cui erano collocate anche le estremità. I motori, quattro radiali BMW 801 TJ a 14 cilindri dotati di grandi eliche quadripala, erano montati in altrettante singole gondole che contenevano ognuna anche un singolo carrello retrattile verso la parte posteriore. La collocazione dei motori risultava insolita in quanto era stato necessario collocare le gondole a sbalzo verso la parte inferiore dell'ala. A causa della conformazione a diedro della stessa il carrello risultava piuttosto corto, per cui abbassando tutta la gondola si riusciva a recuperare un po' di altezza da terra. Nei due prototipi iniziali non era previsto il montaggio di alcun armamento difensivo.
Mentre si affinavano le procedure che avrebbero portato alla realizzazione dei primi due prototipi, si gettavano già le basi della possibile evoluzione del progetto originale. Quest'ultimo doveva essere la versione da avviare alla produzione in serie come Ju 488 A, e ne furono ordinati 4 esemplari denominati da V403 a V406. Questa nuova versione era caratterizzata dall'assenza della gondola ventrale in legno e dall'arretramento dell'ala. Inoltre era prevista una nuova motorizzazione fornita da 4 Junkers Jumo 222 A-3 e B-3 in luogo dei precedenti BMW. La più importante modifica però era dovuta all'allungamento della fusoliera, per la quale sono stati utilizzati tubi d'acciaio saldati, rivestiti di lamiera nella la parte anteriore e in tela in quella posteriore. Questo consentiva l'inserimento di un altro serbatoio di carburante, portati a sei, che ne elevava la capacità totale a 15.066 L. L'armamento difensivo era affidato a due mitragliatrici MG 131 montate in coda controllate in remoto e da due cannoni MG 151/20 da 20 mm installate in una torretta dorsale comandata in remoto e controllata dalla cabina di pilotaggio tramite un periscopio.
Per la realizzazione delle parti originali si decise di utilizzare gli ex stabilimenti della Forges et Ateliers de Construction Latécoère, vicino a Tolosa, nella Francia occupata, mentre le fabbriche Junkers di Dessau e Bernburg in territorio tedesco, sarebbero state deputate all'assemblaggio. La speranza era di riuscire ad avere lo Ju 488 in servizio operativo entro la metà del 1945. Nel luglio 1944, a causa della rapida avanzata delle truppe alleate, si pensò di trasferire i primi due prototipi già in costruzione avanzata e di tutto il procedimento di costruzione nella fabbrica di Bernburg tramite un convoglio ferroviario. Durante la notte a cavallo tra il 16 ed il 17 luglio un gruppo di combattenti della resistenza francese guidati da M. Elissalde, un meccanico che lavorava nella fabbrica Latécoère, riuscirono a danneggiare irreparabilmente la sezione del V401. L'altra sezione, la V402, fu ritrovata alla fine di agosto abbandonata in un carro ferroviario, dopo che le forze militari tedesche in ritirata avevano abbandonato l'abitato. Di questo a tutt'oggi si sono perse le tracce.
L'intero progetto dello Ju 488 fu sospeso nel novembre del 1944, quando oramai era chiaro che in quella fase della guerra non era più necessario sprecare risorse in un simile velivolo.